# Plot

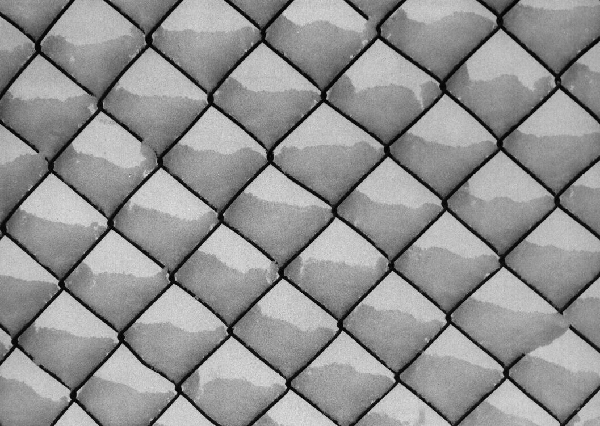
Zasněžený drátěný plot

Plot či oplocení je volně stojící stavba, která má za úkol zabránit nebo omezit pohyb přes nějakou hranici. Na rozdíl od zdi je jednodušší na konstrukci. Stejně jako zeď některé druhy plotů zabraňují nejenom pohybu ale i průhledu, jiné umožňují částečný nebo úplný pohled skrz oplocení. Plot je také prvek zahradní architektury používaný v sadovnické tvorbě.
Ploty mají různé užití:
- ohrada – má za úkol udržet hospodářská zvířata na určeném místě, zabránit přístupu predátorů ke zvěři (např. v oborách) , nebo zamezit poškození rostlin (např. lesní oplocenky)
- zabezpečit soukromí, brání průhledu nebo pronikání hluku a prachu (např. živý plot)
- dočasné omezení pohybu při dopravní uzavírce nebo při stavebních pracích
- bezpečnostní plot – brání pohybu nepovolaných osob
- dekorativní plot – dotváří celkový vzhled domu, zahrady nebo krajiny

## Typy plotů
- Podle struktury:

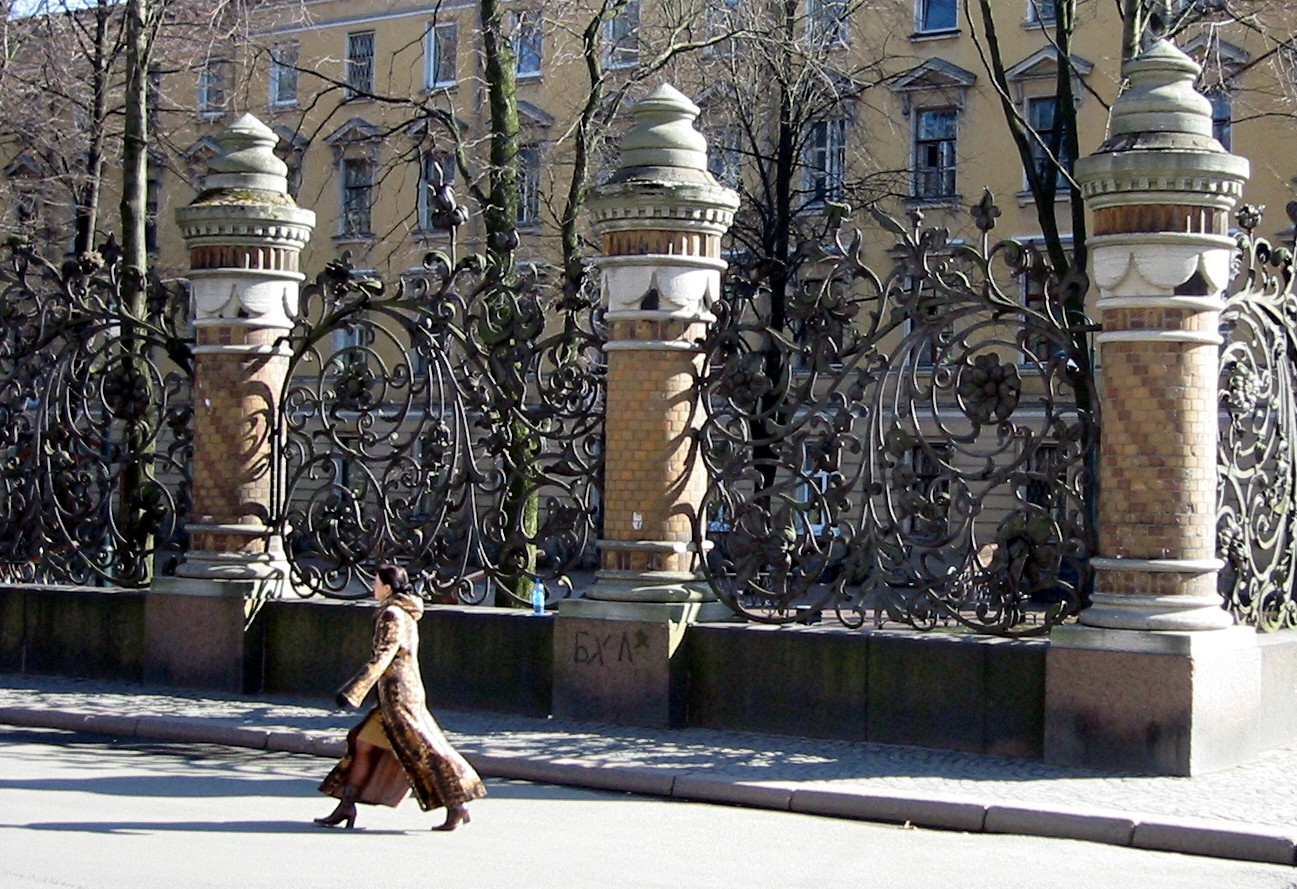
Ozdobný palácový plot v Petrohradě

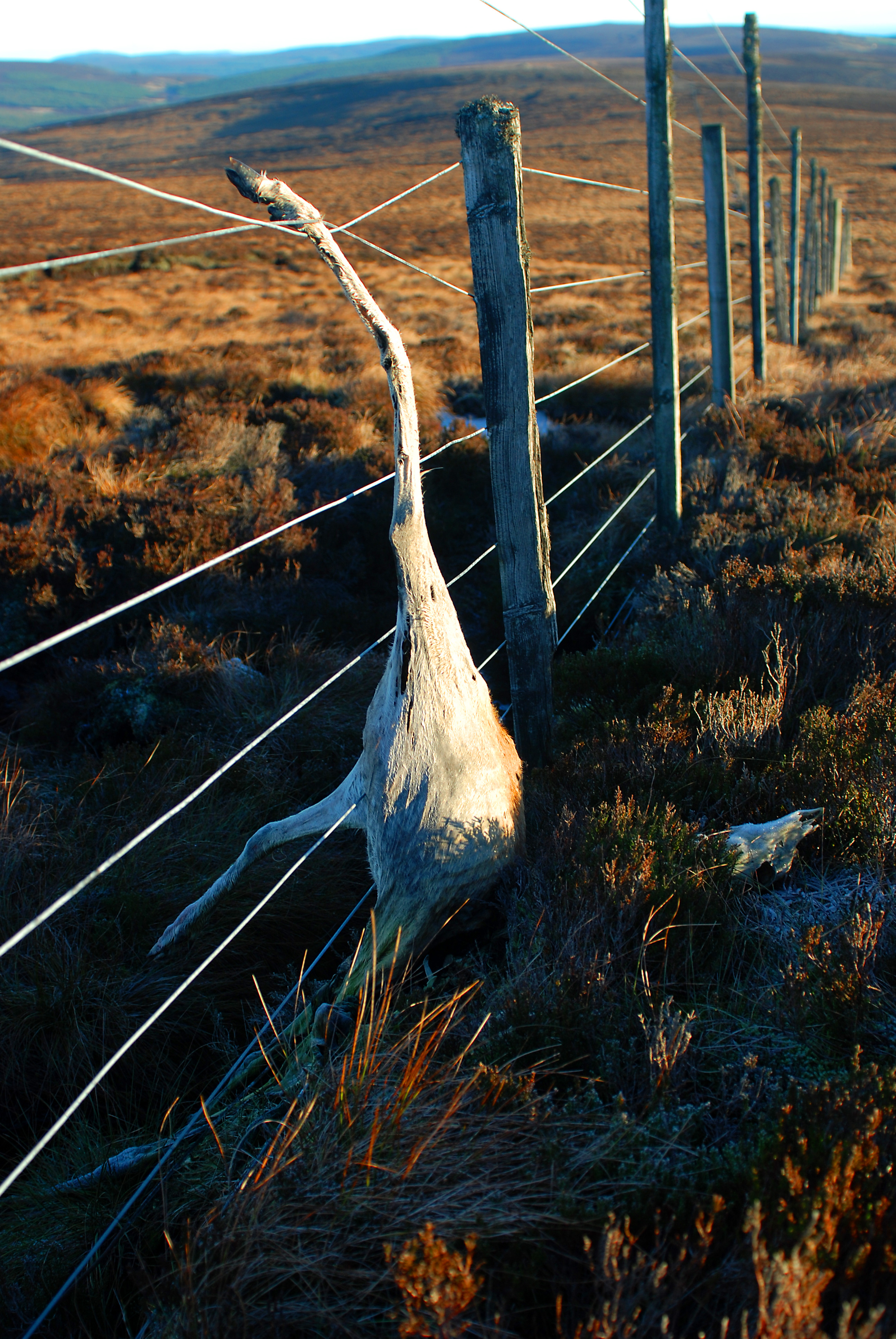
Některé rozmístění plotů má neblahý vliv na životy a volný pohyb divoké zvěře

  - Plot má zpravidla sloupky a výplně, nebo je složen z dílců, případně jde o souvislý samonosný pás.
- Podle materiálu:
  - kombinace materiálů
    - zděné sloupky, kamenná podezdívka, výplně dřevěné na ocelových příčlích
    - železobetonové sloupky, výplň z ostnatého drátu

  - dřevěný
    - plaňkový – sloupky, příčle a plaňky
    - palisáda

  - kovový
    - ocelové sloupky a drátěné pletivo
    - plot z vlnitého plechu
    - litinový plot

  - keramický
    - z děrovaných cihel

  - kamenný
  - betonový
    - z betonových ozdobných prefabrikátů

  - živý plot
- Podle speciálních vlastností
  - elektrický ohradník
- Podle tvaru
  - balustráda

## Právní úprava v českých zemích
Podle občanského zákoníku z roku 1811 platilo pro povinnost tzv. „pravidlo pravé ruky s orientací na vchod“, podle něhož každý vlastník budovy nebo městské zahrady byl povinen se postarat na pravé straně od svého hlavního vchodu o nutné uzavření (oplocení) svého prostoru a o oddělení od cizího prostoru. Účinností nového občanského zákoníku č. 141/1950 Sb dne 1. ledna 1951 tato povinnost přestala platit, dosud je však v mnoha místech dodržována jako zvykové právo.
Do občanského zákoníku 40/1964 Sb., který se v původním znění oplocením nezabýval, se s účinností od 1. dubna 1983 dostala úprava v § 130, která povinnost plotit vázala pouze na stavebně-právní nebo soudní rozhodnutí. Porevoluční velká novela 509/1991 Sb., která překodifikovala celé vlastnické právo, v § 127 v odst. 1 stanoví obecnou povinnost, že vlastník pozemku nesmí obtěžovat ostatní (např. pronikáním chovaných zvířat na jejich pozemky) a v odst. 2 uvádí, že je-li to účelné a nebrání-li to účelnému využívání sousedních pozemků a staveb, může soud po zjištění stanoviska stavebního úřadu rozhodnout, že vlastník pozemku je povinen pozemek oplotit.
O oplocení pozemků pojednával § 12 vyhlášky 137/1998 Sb., o obecných technických požadavcích na výstavbu, nová vyhláška 268/2009 Sb. obsahuje takovou úpravu v § 7: (1) Oplocení pozemku nesmí svým rozsahem, tvarem a použitým materiálem narušit charakter stavby na oploceném pozemku a jejího okolí a nesmí omezovat rozhledové pole sjezdu připojujícího stavbu na pozemní komunikaci. (2) Provedení oplocení pozemku nesmí ohrožovat bezpečnost osob, účastníků silničního provozu a zvířat. (3) V záplavových územích nesmí typ oplocení pozemku a použitý materiál zhoršovat průběh povodně, oplocení pozemku musí být zejména snadno demontovatelné, bez pevné podezdívky a musí umožnit snadný průchod povodňových průtoků.
§ 127 odst. 2 je v českém občanském zákoníku jediné místo, kde se, bez bližší definice, vyskytuje slovo plot, a to jen ve slovesné formě „oplotit“. Při výkladu nelze automaticky předpokládat, že plot musí být stavbou ve smyslu § 119, odst. 2, tj. nemovitou stavbou, spojenou se zemí pevným základem, anebo movitou stavbou. Výklad termínu plot je spojen s účelem, kvůli němuž v konkrétním případě má dojít k oplocení. Podle § 3, odst. 1 c) vyhlášky č. 85/1976 Sb. je oplocení drobnou stavbou, tj. vztahuje se na ni jen ohlašovací povinnost, pokud si stavební úřad nevyhradí nutnost stavebního povolení. Rozhodnutím soudu o povinnosti oplotit pozemek není nahrazen příslušný postup podle stavebního zákona, byť stavební úřady jsou jím při svém rozhodování vázány. Věcí okolností a výkladu je, kdy se plot považuje za součást budovy, kdy za součást pozemku a kdy za právně samostatnou stavbu. Povinností údržby oplocení se občanský zákoník nijak výslovně nezabývá, lze ji odvozovat z obecných ustanovení například o povinnosti odvrácení škody.